# Jan de Beaufort
Jan Daniël Hendrik de Beaufort (* 2. Dezember 1880 in Doorn; † 2. April 1946 in Den Haag) war ein niederländischer Fechter.

## Karriere
De Beaufort nahm 1908 erstmals an Olympischen Spielen teil. In London startete er im Säbeleinzel, schied jedoch in der ersten Runde aus. 1912 folgte seine zweite Teilnahme: In Stockholm erreichte er im Degeneinzel das Viertelfinale. Bei den Olympischen Spielen 1924 in Paris war er erneut am Start. Im Degeneinzel schied er in der ersten Runde aus, mit der Degenmannschaft erreichte er das Viertelfinale.
Neben seiner sportlichen Laufbahn war de Beaufort über viele Jahre Mitglied des niederländischen Staatsrats.